# Konrad Ratyński

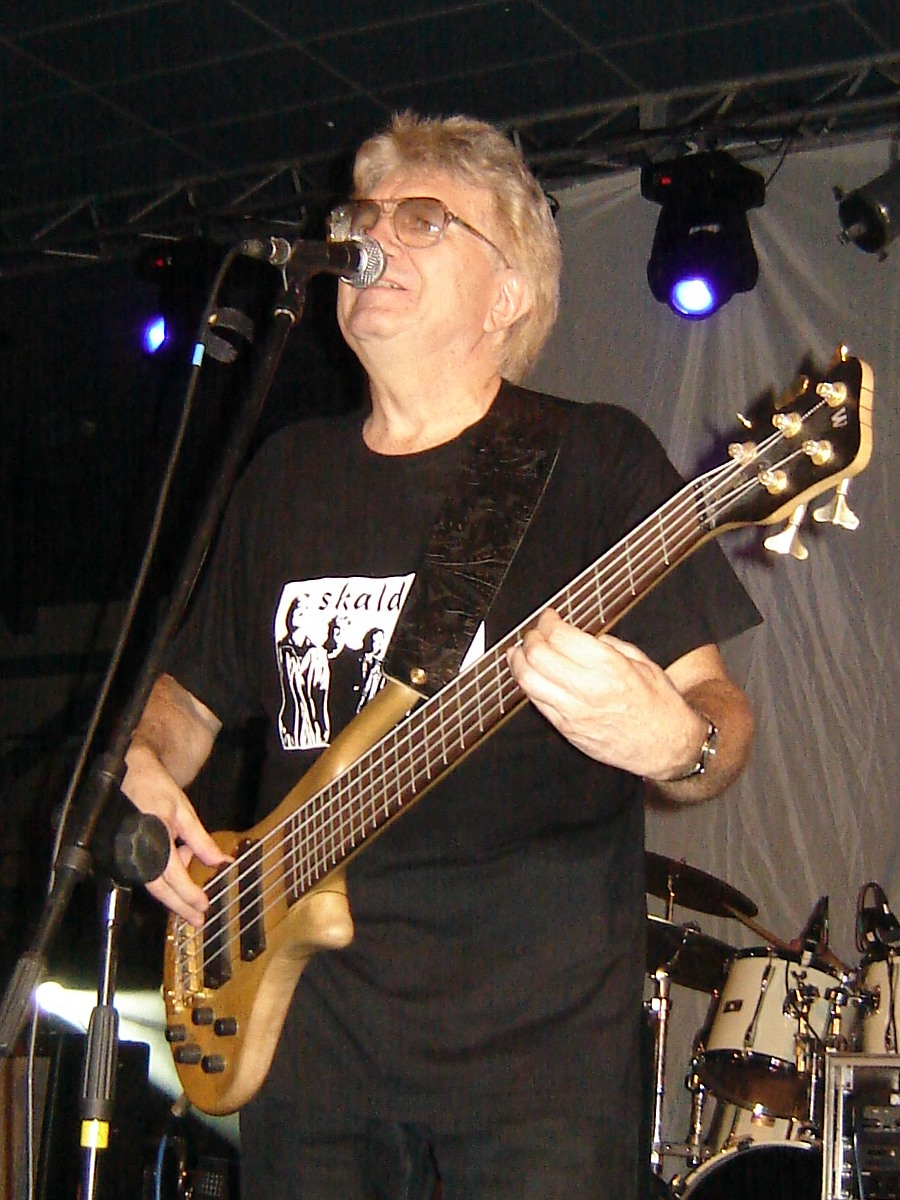
Konrad Ratyński, Rzeszów, 12 sierpnia 2010

Konrad Ratyński (ur. 8 lipca 1947 w Radomiu) – polski gitarzysta basowy, wokalista i kompozytor.

## Życiorys
Muzyk zespołu Skaldowie, związany z nim od 1967 r. Wcześniej grał w krakowskich zespołach młodzieżowych Ryszardy i Szwagry. Jest również wokalistą oraz kompozytorem, a kilka jego utworów znalazło się na dotychczas wydanych płytach zespołu.
29 czerwca 2006 został odznaczony przez ministra kultury i dziedzictwa narodowego Kazimierza Michała Ujazdowskiego Srebrnym Medalem „Zasłużony Kulturze Gloria Artis”.

### Utwory, których jest autorem lub współautorem
- „Miłość przez wieki się nie zmienia” (K. Ratyński, E. Lipska) z płyty „Skaldowie – Stworzenia Świata część druga” (1976)
- „Zagubieni w ulicach miasta” (K. Ratyński, L.A. Moczulski) z płyty „Skaldowie – Szanujmy Wspomnienia” (1976)
- „Zimny pokój” (K. Ratyński, K. Drzewiecki) z nagrań dla Polskiego Radia (1975)
- „Gdyby nie śpiewał nikt” (K. Ratyński, M. Dutkiewicz) z płyty „Skaldowie – Rezerwat Miłości” (1979)
- „Kołysanka dla dziewczyny idącej ulicą” (K. Ratyński, L.A. Moczulski) z nagrań dla Polskiego Radia (1987)
- „Kruku czarny, gołębico” (K. Ratyński, T. Śliwiak) z płyty „Skaldowie – Nie domykajmy drzwi” (1989)
- „Gwiazda Piołun” (K. Ratyński, T. Śliwiak) z płyty „Skaldowie – Nie domykajmy drzwi” (1989)
- „Niebo w twoich rękach” (K. Ratyński, T. Śliwiak) z płyty „Skaldowie – Nie domykajmy drzwi” (1989)
- „Karty życia” (muz. i sł. K. Ratyński) z płyty „Skaldowie – Nie domykajmy drzwi” (1989)
- „Jest tylko dziś” (K. Ratyński, T. Śliwiak; 1990)
- „Gasnący dźwięk” (muzyka i słowa Konrad Ratyński; nagranie solowe 2006)
- „Wigilia – samotność” (K. Ratyński, T. Śliwiak; nagranie solowe 2006)
- „Pejzaż do wynajęcia” (muzyka i słowa Konrad Ratyński; nagranie solowe 2006)